# 未來科學家大街
未來科學家大街（朝鲜语：／）是一條位於朝鮮首都平壤中區域的大道，坐落於大同江畔。該大街由北韓最高領導者金正恩於2014年5月提議興建，目的為向金策工業綜合大學的教職員和其他科技人員提供住宅。由於整個工程從動工至完工僅用了一年時間，朝鮮中央通訊社稱這是一個「平壤速度」的工程。未來科學家大街於2015年11月竣工，據稱共有幾千戶住宅和150多個服務設施。
未來科學家大街亦是北韓全境第一個部署未來WiFi服務之處，其服務於2018年上綫。

## 資料來源
1. ↑  "未来科学家大街落成" 《朝鮮中央通訊社》2015-11-03
2. ↑  . 朝鮮中央通訊社. 2025-05-20  [2025-05-21]. （原始内容存档于2025-05-20）.
3. ↑  . 2015-11-04. （原始内容存档于2016-04-18）.
4. ↑  . 新华网.   [2021-11-22]. （原始内容存档于2021-11-23）.
5. ↑  "金正恩视察出色完工的未来科学家大街" 《朝鮮中央通訊社》2015-10-21
6. ↑  Ji, Dagyum. Hotham, Oliver , 编. . NK News. 2018-11-14. （原始内容存档于2018-11-14）. Mirae WiFi networks were first installed on Pyongyang’s Mirae Scientists Street, the report continued, and in the vicinity of the Kim Chaek University of Technology.

## 外部連結
朝鮮中央通訊社相簿：建成的未來科學家大街 